# Miles Morales
Spider-Man (Miles Gonzalo Morales) es un personaje ficticio que aparece en las historietas publicadas por Marvel Comics, como uno de los personajes conocidos como Spider-Man. Fue creado por el escritor Brian Michael Bendis y la artista Sara Pichelli, aunque también los editores de Ultimate Marvel y el redactor jefe Axel Alonso fueron inspirados por una serie de ideas, tales como la elección del presidente de EE.UU. Barack Obama y la aparición del actor afroamericano Donald Glover vestido con un traje del Hombre Araña, además del estreno de una nueva serie llamada Community.
Miles Morales apareció por primera vez en el cuarto número de Ultimate Fallout, en agosto de 2011, a raíz de la muerte de Peter Parker. Un adolescente de padre afroamericano y madre puertorriqueña, el segundo Hombre Araña en Ultimate Marvel.
La reacción del público es variada. Algunos opinan que es un truco publicitario motivado por la corrección política, una acusación negada por Alonso. Alexandra Petri de The Washington Post pidió que el personaje fuera juzgado por su calidad de historias, y las críticas positivas que han cosechado.
El personaje apareció en un papel menor en la tercera temporada de serie de televisión animada Ultimate Spider-Man, posteriormente siendo parte del elenco principal durante la cuarta temporada, como Kid Arachnid. El personaje es el protagonista de la película animada ganador del Premio de la Academia en 2018 Spider-Man: Into the Spider-Verse, en el que su voz es interpretada por Shameik Moore, así como sus secuelas de 2023 y 2024.
El personaje posee poderes similares a los del Spider-Man original, que se derivaron de la picadura de una araña modificada genéticamente por el némesis de Spider-Man, Norman Osborn, en un intento de duplicar esas habilidades.

## Historia de la publicación
Es considerado el mejor superhéroe de la década por muchos expertos y aficionados de Marvel. El concepto de un Spider-Man afroamericano se debatió por primera vez unos meses antes del noviembre de 2008 durante las elecciones presidenciales de Barack Obama como presidente de los Estados Unidos. El redactor jefe de Marvel Comics, Axel Alonso dijo: "Cuando tuvimos nuestro primer presidente afroamericano nos dimos cuenta de que tal vez era el momento de echar un buen vistazo a uno de nuestros iconos. Este nuevo Spider-Man era considerado una posibilidad de la nueva serie lanzada en 2008 llamada, "Ultimate Comics" cuando la historia reestructuró la mayor parte del Ultimate Marvel, pero esas primeras ideas fueron abandonadas debido a la deficiencia de carácter en la historia, por lo que aun no se había desarrollado. Bendis comentó sobre la aparición del actor afroamericano Donald Glover en un pijama de Spider-Man, por la segunda temporada de la serie de televisión Community. Esta fue una referencia a una infructuosa campaña en línea que intentó obtener una audición para el papel principal en la próxima película The Amazing Spider-Man. Bendis le dijo a Glover, "Lo vi con el traje y pensé: 'Me gustaría leer este libro." Así que me alegré de que estaba escribiendo esta historieta."

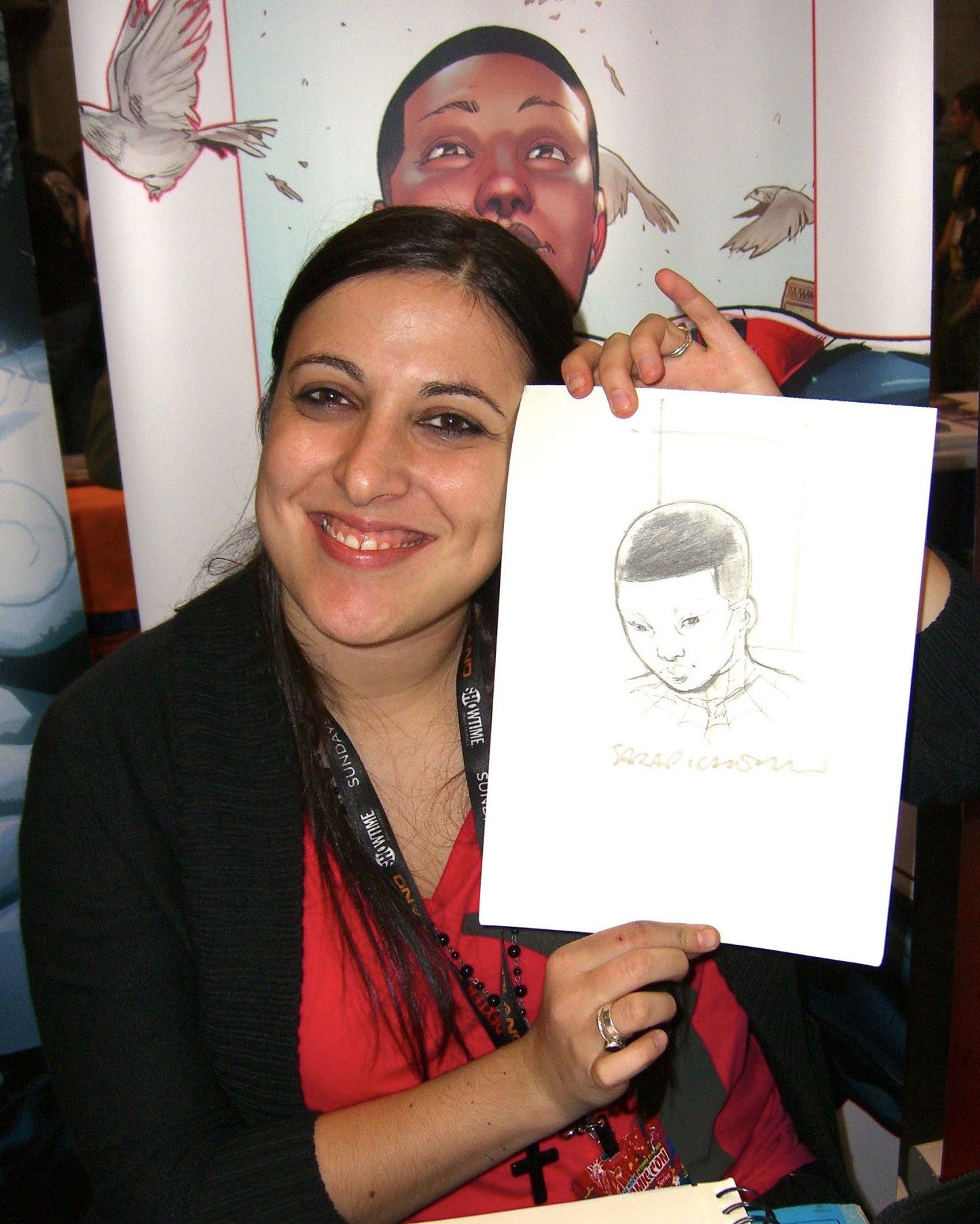
La Artista de Miles Morales, Sara Pichelli, con un boceto de Miles

Cuando la editorial Marvel Comics decidió matar a Peter Parker en el universo Ultimate, Miles Morales fue creado por el escritor de cómics Brian Michael Bendis y la artista Sara Pichelli. Miles nació y se crio en Brooklyn, Ciudad de Nueva York, el hijo de un padre afroamericano y una madre original de Puerto Rico. Axel Alonso ha descrito a Miles como inteligente, poseedor de aptitudes para la ciencia, similar a su predecesor, Peter Parker. El personaje hizo su debut en la cuarta edición de la serie Ultimate Fallouts, una serie limitada, que fue lanzada el 3 de agosto de 2011. Más tarde protagonizó el relanzamiento de Ultimate Comics: Spider-Man, serie escrita por Bendis y dibujada por Pichelli. En septiembre de 2011, Pichelli también diseñó el traje de Miles como Spider-Man: era todo negro con cinta roja y el logotipo de araña roja. Pichelli había trabajado en cuatro números de Ultimate Comics Spider-Man, utilizando una Cintiq 12WX. Además, hizo una tabla gráfica, añadiendo más screentone's, para que sus ilustraciones den lo que ella llama "una sensación más pop al cómic". Porque creo que encajaría perfectamente con la nueva serie ", declara Pichelli.
Aunque Morales no es el primer personaje negro que encarna a Spider-Man, marca la segunda vez que un personaje latino ha tomado la identidad de Spider-Man. Miguel O'Hara, que es un chico medio de ascendencia mexicana, que fue el personaje principal de la serie Spider-Man 2099. Morales ha sustituido a Parker como Spider-Man solo en Ultimate Marvel, un universo paralelo que re-imagina a los personajes del universo Marvel principal, Peter Parker sigue vivo y todavía es Spider-Man en el "universo 616".
En 2012, Morales apareció en la miniserie Spider-Men, en la que se encontró con el Spider-Man del Universo Original.

## Biografía ficticia

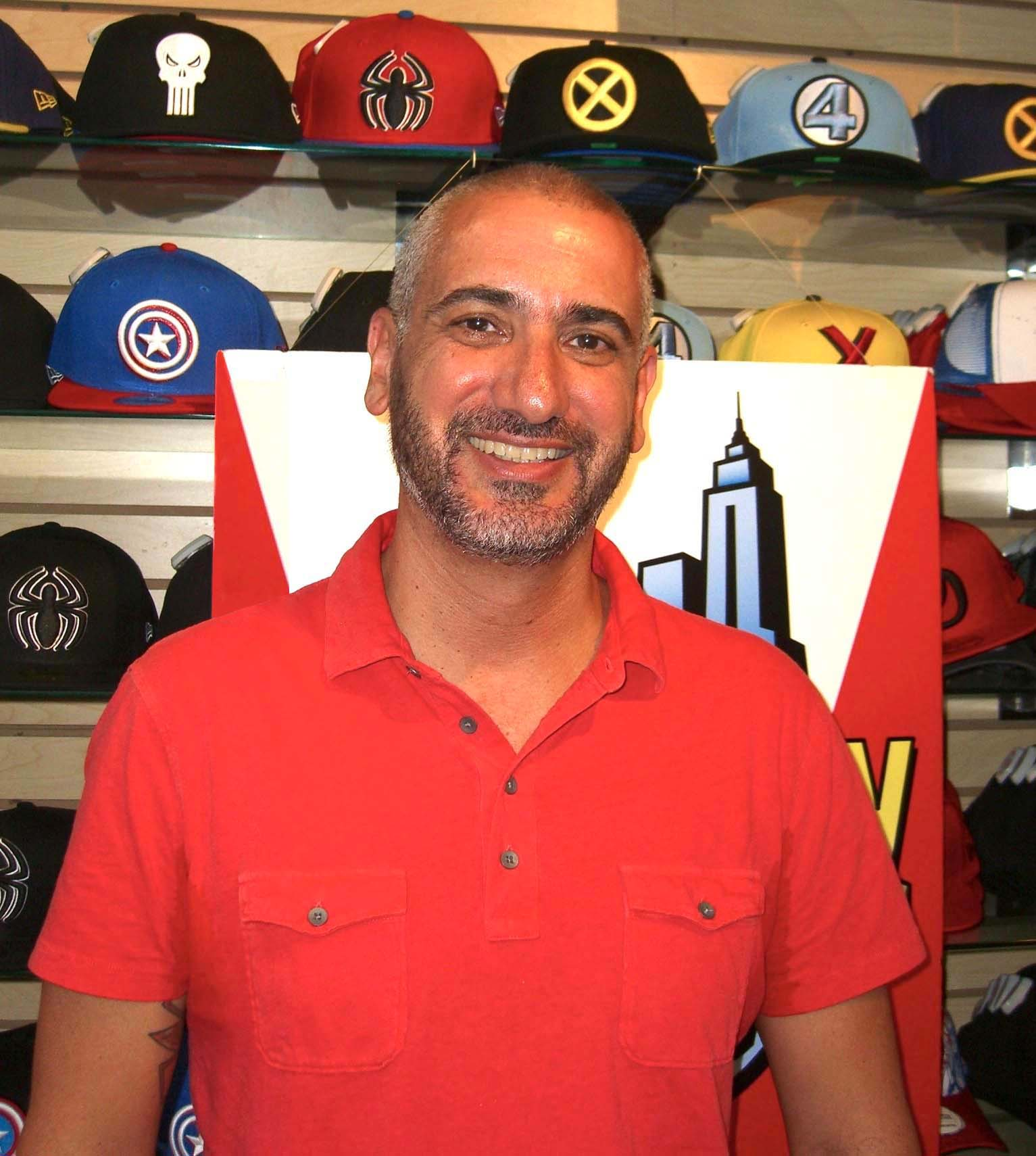
Axel Alonso, el impulsor de Miles Morales.

Miles Morales apareció por primera vez en Ultimate Fallout N.º 4, que se publicó en agosto de 2011, frustrando al asesino Kangaroo, poco tiempo después de la muerte de Peter Parker. Empezó a vestir un traje de Spider-Man similar al de Peter Parker, pero los artistas y escritores decidieron cambiarlo cuándo los fanes les dijeron "Que mal gusto".
El principio de su historia empieza en segundo volumen de Ultimate Comics: Spider-Man que se estrenó en septiembre de 2011, el cual se establece antes los eventos sucedidos en "Ultimate Fallout" #4 y los detalles de cómo Miles recibió su superpoderes se explicaron en breve. En la compañía de Oscorp un científico llamado Dr. Markus utiliza sangre de Parker para recrear la fórmula Oz que creó a Spider-Man, pero el ladrón Prowler (Aaron Davis) se roba la fórmula, y en el proceso, una de las arañas creadas por Markus se mete la bolsa de Prowler. Días después, el sobrino del Prowler, el estudiante Miles Morales es mordido por la araña durante una visita al apartamento de Davis. Morales desarrolla habilidades sobrehumanas similares a los que Peter Parker tenía, pero no les dice a sus padres, Jefferson Davis y Rio Morales, debido a la desconfianza de su padre de los superhéroes, confiándolo solo a su mejor amigo Ganke.
Miles, le dice que solo quiere una vida normal, y que no está contento de tener estas habilidades, y en un principio tenía demasiadas náuseas ante la idea de arriesgar su vida para dedicarse a hacer tareas heroicas como Peter Parker hizo. Sin embargo, después de presenciar la muerte de Spider-Man por parte del Duende Verde, Miles se siente culpable y se da cuenta de que podría haber ayudado. Más tarde, Ganke sugiere que asuma el papel de Spider-Man, y aprende que por Gwen Stacy, Parker hizo lo que hizo, Miles se inspiró para probar su suerte en la lucha contra el crimen disfrazado. Durante su primera pelea como superhéroe, él no estuvo confrontado solo a aquellos que provocaron la muerte de Parker. Después pensó que el antiguo traje de Parker era de mal gusto, además Spider-Woman, el miembro del equipo de gobierno superhumano, de los Ultimates, le aconsejó sobre el uso de la identidad de Spider-Man.
Spider-Woman desenmascara a Miles y lo detiene para después llevarlo a la sede de SHIELD, donde Nick Fury le revela que sabe todo acerca de Miles y su familia, incluyendo la actividad criminal de su tío. Después de ayudar a S.H.I.E.L.D. a someter a los supervillanos que habían escapado gracias a Electro, SHIELD se comunica con Miles, y le da una versión modificada del traje de Spider-Man en colores negro y rojo, que hace que se sienta "oficialmente" el nuevo Spider-Man. Luego, con los periódicos reportando la noticia de un nuevo Spider-Man, Aaron deduce que se trata de su sobrino Miles y se ofrece a entrenarlo y trabajar con él. Sin embargo, cuando Aaron empieza a utilizar permanentemente a su sobrino para enfrentar al señor del crimen mexicano el Escorpión, Miles cae en cuenta de que está siendo explotado y se niega a seguir ayudando a su tío, a pesar de la amenaza de Aaron de informar al padre de Miles de su secreto. En el enfrentamiento subsiguiente, las armas de Aaron sufren un desperfecto y estallan, matándolo en el proceso. A raíz de esto, el nuevo Spider-Man es públicamente implicado en la muerte de Aaron, para después encontrarse con May Parker y Gwen Stacy.

### Personajes principales
- Miles Morales: Tras la muerte de Peter Parker, es quien toma la identidad de Spider-Man.
- Peter Parker/Spider-Man: Después del Ultimátum, peleó su última batalla contra los 6 siniestros y en la misma falleció y por eso Miles lo reemplaza.
- Ganke: el mejor amigo de Miles, es quien le dice que debe ser un superhéroe como lo era Peter.
- Jefferson Davis y Rio Morales: los padres de Miles, no saben nada acerca de la identidad secreta de su hijo.
- May Parker, Gwen Stacy: la tía y amiga de Peter viven en Forest Hills y se enteran de la aparición de un nuevo Spider-Man y por eso van a verlo para entregarle los lanzarredes de Peter para que se convierta en un superhéroe.

### Villanos
- Aaron Davis/Prowler: tío de Miles y ladrón con un poder de descarga eléctrica que le brindó Tinkerer, ingresó a la vieja compañía de Oscorp para robar y sin querer se llevó consigo la araña que mordió a Miles y le dio sus poderes, actualmente está muerto debido a un enfrentamiento con su sobrino.
- The ringer: el anillero es un antiguo enemigo del viejo Spiderman quien se enfrenta con el nuevo Spiderman, con terribles resultados.
- Kangaroo: fue el primer adversario al cual se enfrentó Miles. Puede saltar una gran altura, actualmente está en prisión.
- Baltroc el saltador: el primer villano nuevo en el universo Ultimate, que se ha enfrentado a Miles Morales.

## Poderes y habilidades
Mordido por una araña genéticamente modificada por la droga OZ que le otorgó sus poderes al Ultimate Peter Parker, Miles posee habilidades muy similares a las del Spider-Man de su universo, incluyendo fuerza, capaz de levantar más de 25 toneladas sobre su cabeza ( capaz de levantar camiones, autos, autobuses ), la capacidad de adherirse a las paredes y techos con las manos y pies, y un "sentido arácnido" que le advierte del peligro, manifestándose como un zumbido alrededor de su cabeza, a pesar de que aun no había discernido lo que era para el final de la primera serie de  Ultimate Spider-Man. también tiene capacidades que el Spider-Man no tenía, incluyendo la capacidad de volverse invisible en la oscuridad , volverse eléctrico (se electrocuto con el enchufe de su casa) y una "picadura venenosa" que puede hacer que la víctima se paralice con un toque de sus dientes, incluyendo a Electro. el veneno puede ser usado contra un oponente a distancia, mediante una especie de materia, que funciona cuando Miles toca a su oponente, como por ejemplo la cinta de la Tierra-616 de Spider-Man, aunque es desconocido qué otros materiales le permitieran hacer esto.

## Recepción
La gente que dice esto es un truco de PC y que se equivoca. Miles Morales es un reflejo de la cultura en la que vivimos. Me encanta el hecho de que mi hijo Tito pueda ver a un Spider-Man balanceándose en el cielo con el apellido "Morales". Y a juzgar por la respuesta, puedo ver que no estoy solo.
Axel Alonso.

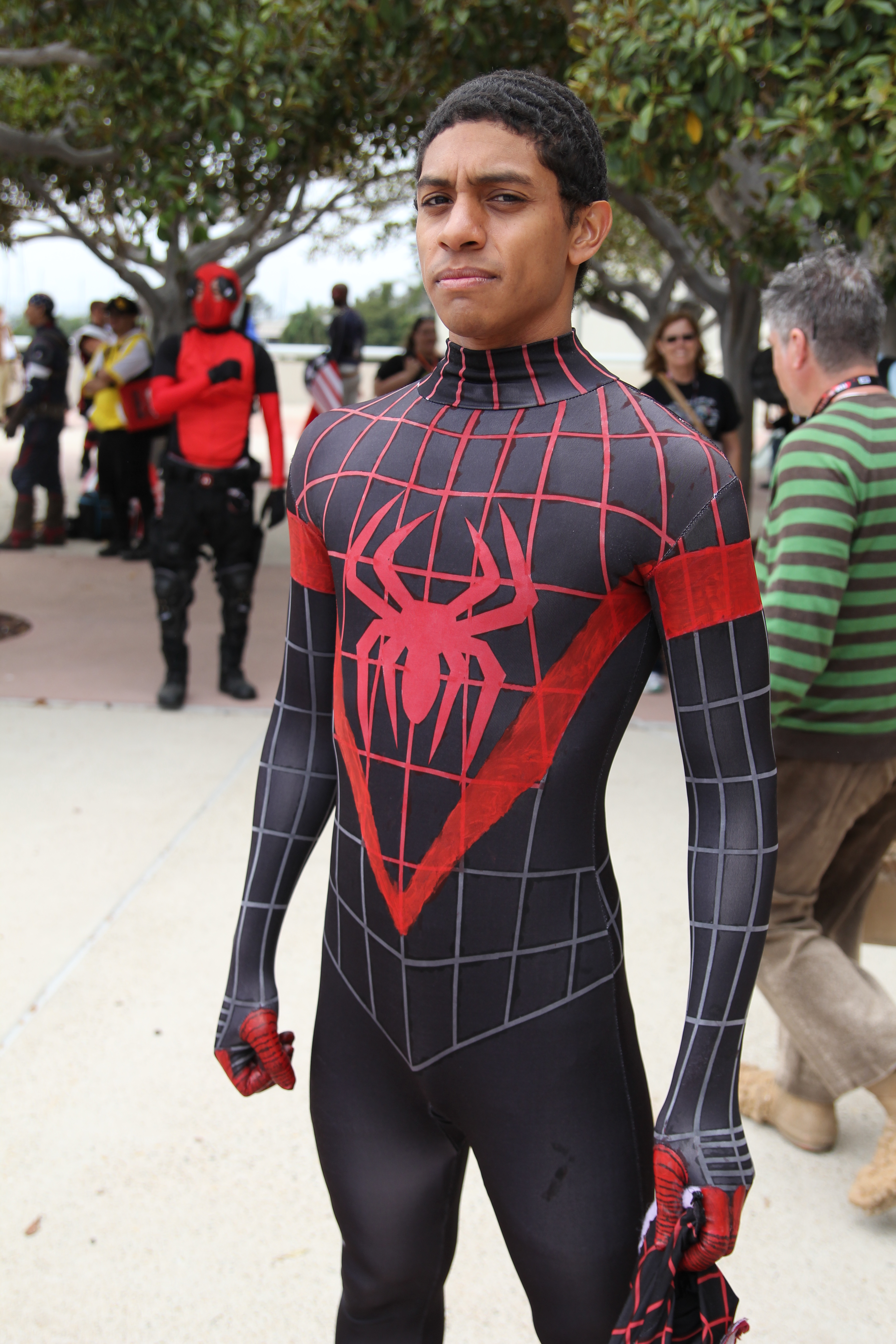
Cosplay de Miles Morales en la Convención Internacional de Cómics de San Diego.

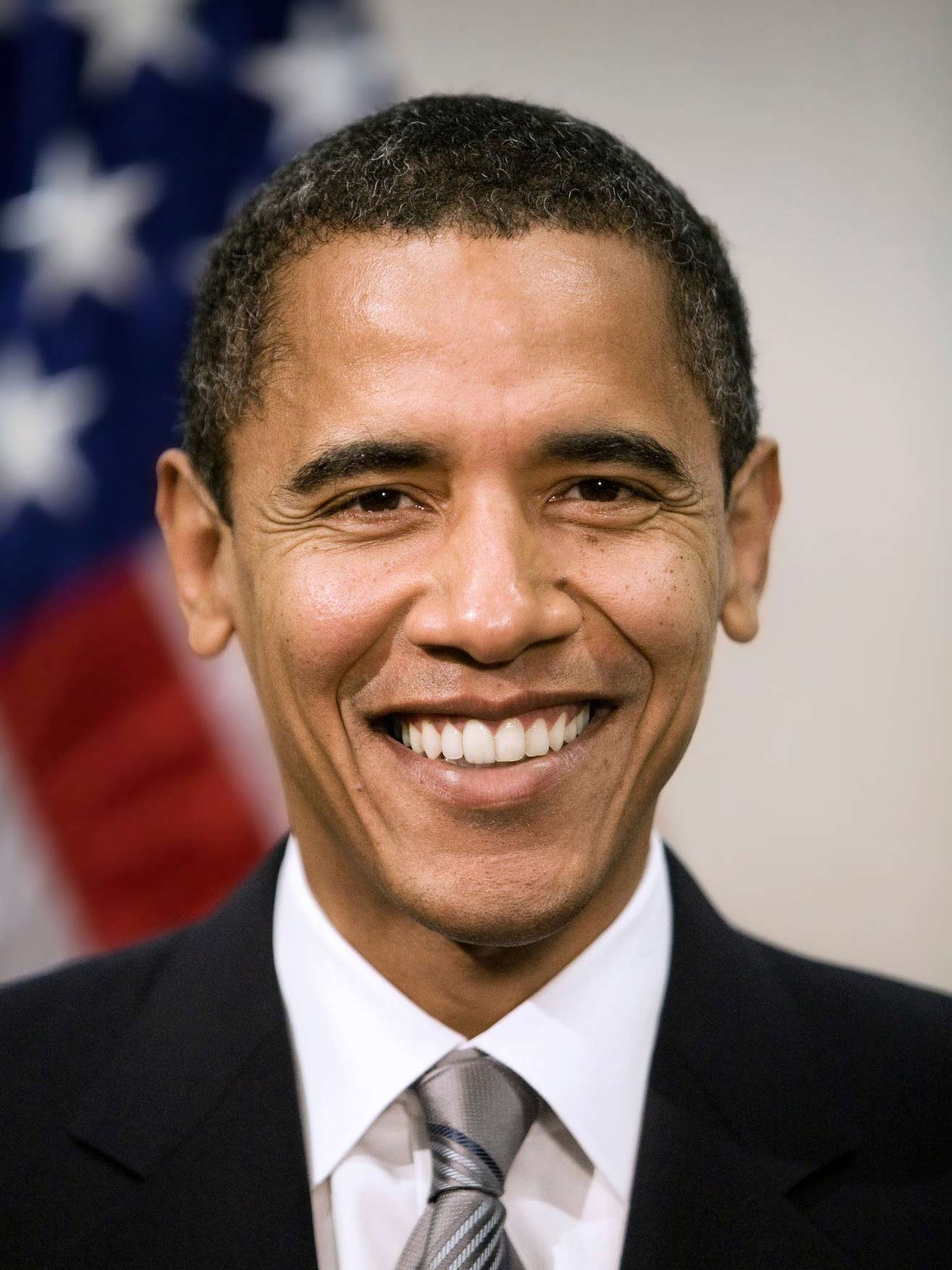
La elección del presidente Barack Obama en enero de 2009, fue una fuente de inspiración para el cambio de etnicidad de Spider-Man.

El personaje de Marvel Comics Miles Morales fue aportado por EE. UU. En el día del 2 de agosto de 2011, poco antes del personaje debutara oficialmente en Ultimate Fallout #4. El anuncio recibió una cobertura internacional en los principales medios de comunicación y fue recibida con reacciones mixtas por audiencias. Algunos aficionados y comentaristas sintieron que la decisión era un intento por Marvel Comics para ser políticamente correcto y que la introducción de una minoría Spider-Man fue simplemente un truco publicitario para atraer a más lectores, mientras que otros consideraron que un Spider-Man no caucásico sentaría un ejemplo positivo para los lectores de las minorías de otros países, en particular los niños. Muchos de los fanes de Spider-Man se decepcionaron porque Peter Parker murió, sin importar quién lo reemplazó. El amplio alcance recepción crítica del Washington Post le pide a ejecutar un artículo titulado, "Lo siento, Peter Parker" (I'm Sorry Peter Parker en inglés). La respuesta al Spider-Man de raza negra, fue una crítica apodada "Para que lo queremos" en el que la artista Alexandra Petri escribió que el carácter debería ser juzgado por la calidad de sus historias, más que en su apariencia o etnia. El locutor de radio, conservador y prominente comentarista Lou Dobbs expresó su indignación por la muerte del original Spider-Man y su sustitución con un nuevo héroe sacado de la nada.La Política del comediante Jon Stewart posteriormente se fue que se burló de la reacción de Dobbs en The Daily Show, al mismo tiempo señaló que Morales sustituyó Spider-Man solo en el universo Ultimate, y que el original Peter Parker todavía estaría apareciendo en varios títulos. Del mismo modo, conservador talkshow de Glenn Beck, alegando que Miles era parecido al presidente Barack Obama, se quejó de que el nuevo Spider-Man fue el resultado de un comentario de Michelle Obama sobre el cambio de las tradiciones. Sin embargo, a diferencia de Dobbs, Beck dijo que no le importaba la carrera de Miles, y también reconoció que esta no era una corriente principal de Spider-Man, Axel Alonso negó el personaje fue creado a partir de la corrección política: "Era un simple hecho ya que simplemente es Marvel cómics refleja el mundo en todas sus formas, tamaños y colores. Creemos que hay un público de gente ahí fuera que está sediento de un personaje como Morales Miles ". Original Spider-Man creador Stan Lee aprobado de Miles, afirma que" Haciendo nuestro granito de arena para tratar de hacer a nuestra nación, y el mundo, ciegos al color es definitivamente lo correcto.
En una revisión de la primera edición, de la revista de David Pepose de Newsarama escribió que "la victoria más importante que los resultados de Bendis pudieron lograr con Miles Morales" entonces que nos preocupamos por él, y se preocupan por él rápidamente. Aunque todavía estamos arañando la superficie de lo que lo motiva, estamos viendo el mundo a través de sus ojos, y es similar a Peter Parker, pero mucho más dura, pero ese tipo de Parker estilo-culpa. Esa tendencia neurótica, casi masoquista de autosacrificio que viene con gran poder y una mayor responsabilidad - sigue intacta " Jesse Schedeen de IGN escribió que" Miles todavía se siente como un poco de un extraño en su propio libro Bendis nunca pinta un cuadro completo de Miles. Sus pensamientos, motivaciones, peculiaridades de la personalidad, etc. Miles es en gran medida una figura reaccionaria en todo el libro como se enfrenta a luchas como inscribirse en una escuela pública o hacer frente a disputas familiares ". Schedeen también opinó que "Miles ocupa un lugar más urbano, un paisaje racialmente diverso y tenso. Toda la historia no complace ni se apoya demasiado en elementos como la tensión racial y económica para seguir adelante. Miles es simplemente un personaje que habla con un poco experiencia diferente para adolescentes, y uno no tan bien representada en los cómics de superhéroes como Peter".

## En otros medios

### Series de televisión
- Aparece en la serie de TV, la tercera temporada de Ultimate Spider-Man: Red de Guerreros, con la voz de Donald Glover.[27][28][27][29]
  - En el episodio 11, "El Univers-Araña, Parte 3", Spider-Man sigue viajando a otros universos de Marvel persiguiendo al Duende Verde, y conoce a Miles Morales como el nuevo Spider-Man o sea su sucesor, que le dice un terrible pasado que Peter Parker como el Spider-Man original ha muerto, sabiendo que fue asesinado por el Ultimate Duende Verde y quiere asegurarse de que no le ocurra de nuevo como al anterior Peter Parker de morir de nuevo.
  - En el episodio 12, "El Univers-Araña, Parte 4", aparece junto con todos los Spider-Men de otros mundos, formando la Red de Guerreros, para derrotar al Duende Verde y a Electro.

- Aparece de regreso en la cuarta temporada de Ultimate Spider-Man vs. Los 6 Siniestros, con la voz de Ogie Banks.[30]
  - En el episodio 3, "A Miles de Kilómetros de Casa", cuando Miles celebra su cumpleaños al lado de su madre, Río Morales, Spider-Man le pide ayuda junto al Doctor Extraño para detener al Duende Verde de su universo, que fue traído por el Doctor Octopus y el Barón Mordo, pero al destruir el Sitio Peligroso, él y el Duende Verde demoníaco quedan atrapados en el mundo de Peter, y hasta conseguir otro portal, lleva a Miles al Triskelion de S.H.I.E.L.D. para que se adapte y conozca al Agente Venom, Araña de Hierro y Araña Escarlata.
  - En el episodio 4, "El Buitre de Hierro", aparece junto a la Red de Guerreros cuando van a detener a Batroc el Saltador, unido a HYDRA, y cuando él y Spider-Man deben proteger a Norman y Harry, se enfrentan a Doc Ock y Buitre que tiene una armadura y es llamado Chico Arácnido por Ock, hasta que a trabajar bien con Spider-Man, queriendo que siga vivo como siempre, él decide ayudarlo en conseguir otros héroes arácnidos y ponerles nombres.
  - En el episodio 5, "Lagartos", fue infectado por el Dr. Connors siendo de nuevo el Lagarto, e infecta a Escarlata y a otros, hasta que Spider-Man puso la cura en la ventilación.
  - En el episodio 7, "Día de Playa", aparece vigilando la ciudad mientras busca a Ock que acaba formando al grupo "Los nuevos 6 siniestros".
  - En el episodio 9, "Fuerzas de la Naturaleza", va con Spider-Man, Araña Escarlata y Araña de Hierro a detener a Hydro-Man y uno de ellos debe proteger a la Tía May, de este ataque.
  - En el episodio 10, "Los Nuevos 6 Siniestros, Parte 1", cuando Miles es invitado por Peter al cumpleaños de la tía May, ellos fueron con Araña Escarlata y Araña de Hierro al Triskelion en enfrentar a los nuevos 6 Siniestros.
  - En el episodio 11, "Los Nuevos 6 Siniestros, Parte 2", cuando Chico Arácnido venció a los villanos de Ock, supo lo de la isla HYDRA, él y Araña de Hierro fueron a ver a Spider-Man reunido con la tía May. Cuando supo que Araña Escarlata salvo la ciudad en dirigir la isla de Ock al mar, tratan de buscar su cuerpo si sobrevivió o no.
  - En el episodio 15, "La Saga Simbionte, Parte 3", aparece al final con el equipo de Spider-Man, con Capa y Daga y El Patriota como el nuevo miembro de los Nuevos Guerreros.
  - En el episodio 16, "Regreso al Univers-Araña, Parte 1", Miles obtiene un fragmento que le dio Nick Fury y va con Spider-Man a otras dimensiones a encontrar los otros fragmentos del Sitio Peligroso que se esparcieron en cada universo por la sugerencia de Madame Web y aparecen en una ciudad Manhattan alternativo que está infestado de vampiros y conocen a Blood Spider, que es el último superhéroe en Manhattan y tiene el primer fragmento del Sitio Peligroso. Se encuentran con el vampiro Rey Lagarto y el cazador Wolf que planean usar el fragmento del Sitio Peligroso para bloquear el sol y para que los vampiros puedan vagar por la Tierra. Al derrotarlos, Chico Arácnido y Spider-Man descubren que Wolf es en realidad Wolf Spider de un mundo paralelo diferente y revela sus intenciones de recoger todos los fragmentos del Sitio Peligroso para descartar en todos los universos.
  - En el episodio 17, "Regreso al Univers-Araña, Parte 2", Miles y Spider-Man continúan viajando a otras dimensiones de encontrar los fragmentos del Sitio Peligroso antes que Wolf Spider lo haga. En la primera, conocen a Barba Web, el Pirata Araña que lo ayudan a detener a su tripulación animal que se amotinaron con su barco pirata, el Groot y de enfrentar al Kraken y en la segunda en una versión del salvaje oeste, conocen a Webslinger, el Vaquero Araña que perdió a su tío Ben, que era un sheriff cuando Doc Ock Holliday se apoderó del pueblo. Ahora deben ayudar a Webslinger que acumule el valor de luchar contra el sheriff corrupto Doc Ock Holliday y su segundo al mando, el Jinete Fantasma que previamente lidió a Wolf Spider.
  - En el episodio 18, "Regreso al Univers-Araña, Parte 3", Chico Arácnido y Spider-Man continúan viajando a otras dimensiones de encontrar los fragmentos del Sitio Peligroso hasta llegar al universo Noir, donde se encuentran con Sr. Fixit, Thunderbolt y A-Bombardier contra Hammerhead y sus secuaces, antes que llegará Spider-Man Noir en decir que no intervengan hasta que ve a Spider-Man y Spider-Man Noir enfrentarse entre ellos, hasta que el secuaz de Hammerhead, Martin Li toma el fragmento y se convierte en el Señor Negativo, al transformar a todos en piedra. Al escapar y salvar al Sr. Fixit, ve cómo Spider-Man Noir se enfrenta a él por la muerte de Mary Jane, hasta que Chico Arácnido es convertido en piedra por el Señor Negativo. Al final, Spider-Man, Spider-Man Noir y el Sr. Fixit derrotan al Señor Negativo de quitarle el fragmento, Chico Arácnido y los otros vuelven a la normalidad en color.
  - En el episodio 19, "Regreso al Univers-Araña, Parte 4", Chico Arácnido y Spider-Man continúan viajando a otra dimensión hasta llegar al mundo de Chico Arácnido, al querer ver a su madre, Río, pero se encuentran con Spider-Woman llamada Gwen Stacy al ser como ellos y que está huyendo de la policía dirigidos por su padre, el jefe de la policía, George Stacy al usar robots de alta tecnología. Escapan con Spider-Woman por las alcantarillas al escuchar su historia después que Miles desapareció y se refugian con la tía May (de hecho en el mundo de Peter la conoció), quién opera las comunicaciones con Gwen y conoce también a la madre de Miles. Ellos van a la jefatura de policía para que Gwen distraiga a su padre, Chico Arácnido y Spider-Man entran y encuentran la pieza del fragmento del Sitio Peligroso, pero Wolf Spider aparece y capturó a su madre de Miles. Al derrotarlo con la ayuda de Spider-Woman, obtienen el último fragmento de Wolf Spider y el Sitio Peligroso es reconstruido y escapan de la policía. Al refugiarse, Miles decidirá en quedarse en su mundo con su madre, pero Wolf Spider (Peter Parker) reaparece y roba el Sitio Peligroso de las manos de Peter, así que él, Spider-Man y Spider-Woman fueron a perseguir a Wolf Spider, que al drenar la energía de otras arañas de sus mundos, incluyendo a los otros 3, se hizo más fuerte y grande. Pero, Spider-Man al hablar con las otras arañas de no rendirse, rompen la conexión con Wolf Spider y es destruido en pedazos. Al final, después de que George Stacy descubre que Spider-Woman es Gwen y con el Sitio Peligroso recuperado, Miles decide permanecer en el universo original de Spider-Man, junto con su madre, dejando a su universo bajo la protección de Spider-Woman en su lugar, para mantener la conexión de los miembros de la Red de Guerreros, en contacto entre las realidades.
  - En el episodio 22, "Los Destructores de Arañas, Parte 2", luego de que Chico Arácnido entrena con el Agente Venom y Araña de Hierro en el Triskelion, Mary Jane llega y les dice que Spider-Man los necesita, diciendo que está con el Doctor Octopus y Araña Escarlata que está vivo. Pero le dicen a Mary Jane que ellos se encargarán, y ven que ella se convierte en Spider-Woman, al mostrar su gran fuerza, diciendo que vaya con ellos. Al partir, observa que la isla HYDRA ha resurgido de nuevo y llegan al enfrentarse a los Spider-Slayers. Pero al ser liberados, y controlados por Ben, los ayudan a destruir la consola de la nave con Zola, salvan a los Spider-Slayers en sus contenedores, luego de que Miles le da la bienvenida a Escarlata de estar de nuevo al equipo y escapan de la isla HYDRA al hundirse de nuevo.
  - En el episodio 23, "Los Destructores de Arañas, Parte 3", aparece con la Red de Guerreros al traer a Araña Escarlata y los Spider-Slayers al Triskelion hasta que ve a Nova en atacar a Escarlata, Puño de Hierro, Power Man y Chica Ardilla atacan a los Spider-Slayers al saber ellos que Araña Escarlata fue el espía del Doctor Octopus de saber la identidad de Spider-Man, que puso en peligro a la academia S.H.I.E.L.D. y a la tía May, en no confiar en él, al detenerlos, al saber que están en contra de Escarlata por lo que hizo, hasta el Agente Venom. Cuando el Triskelion está en encierro, encuentra inconsciente a Araña de Hierro, Power Man, Puño de Hierro y Nova. El va con Spider-Man, Agente Venom, Spider-Woman, Araña Escarlata y Chica Ardilla a investigar pistas sobre un intruso, al separarse y es encontrado también inconsciente por ellos. Hasta que se recupera, se reúne con la Red de Guerreros para enfrentarse a Kaine y los Spider-Slayers, hasta que se unen formando The Ultimate Spider-Slayer. Cuando ve al Agente Venom que decide en salvar a Araña Escarlata al ser capturado por Kaine, usando el transmisor de energía para sobrecargarlo desde adentro hasta explotar.
  - En el episodio 25, "Día de Graduación, Parte 1", Chico Arácnido hace equipo con Araña de Hierro, Agente Venom, Araña Escarlata y Spider-Woman en ayudar a Spider-Man para proteger a la tía May y encontrar al Doctor Octopus, hasta que se enfrentan a Rhino y lo derrotan, pero el Doctor Octopus llega por sorpresa y también lo derrotan. En la ceremonia de graduación, es atrapado con todo el equipo por un campo de fuerza en el Triskelion por el Doctor Octopus siendo una trampa.
  - En el episodio 26, "Día de Graduación, Parte 2", estando encerrado con el equipo por un campo de fuerza en el Triskelion al ser aplastados, pero Spider-Man los liberó por la cooperación del Doctor Octopus.

- Aparece en la nueva serie de Spider-Man (2017), con la voz de Nadji Jeter.[31] En está versión, es un estudiante de Horizon High junto con Gwen Stacy y Anya Corazon, como un adolescente normal. Miles obtendría sus poderes en el episodio "Ultimate Spider-Man", donde una de las arañas genéticamente alteradas de Oscorp le mordió mientras seguía a Peter a la Academia Osborn, como estaba bajo ataque por el Spider-Slayer.

- Miles Morales aparece en Spidey and His Amazing Friends, con la voz de Jakari Fraser.[32][33][34][35] Esta versión tiene el alias Spin y funciona junto con la encarnación de Peter Parker de Spider-Man.

### Películas
- El escritor Brian Michael Bendis ha declarado que prefiere incorporar a Miles en las películas de Spider-Man de alguna manera,[36] al igual que el actor Andrew Garfield, quien interpretó a Spider-Man en la serie de películas The Amazing Spider-Man.[37] Los productores Avi Arad y Matt Tolmach indicaron en 2014 que no tenían la intención de que Miles o ningún otro personaje reemplazara a Peter Parker en el papel.[38][39] Sin embargo, después de que Marvel llegó a un acuerdo con Sony, esto resultó en la adición de Peter Parker a las películas del Universo cinematográfico de Marvel (UCM), el productor Kevin Feige declaró que, si bien Miles Morales no aparecería en el UCM en el futuro inmediato, estaba interesado en las oportunidades para explorar el personaje.[40] En 2017, Feige confirmó que Miles Morales existe en el UCM, y que Spider-Man: Homecoming alude a él. En esa película, Aaron Davis, interpretado por Donald Glover, menciona a Peter Parker que tiene un sobrino,[41] que se revela en una escena post-créditos eliminada para ser nombrado Miles.[42][43]
- El 18 de enero de 2017, Sony Pictures Animation anunció que estaba desarrollando una película animada titulada Spider-Man: Un nuevo universo que presentará la versión de Miles Morales del personaje. Es una producción ejecutiva de Phil Lord y Chris Miller, con Lord escribiendo el guion y codirigida por Peter Ramsey y Bob Persichetti.[44] Shameik Moore interpreta a Miles, mientras que Liev Schreiber hace la voz del villano principal, Kingpin.[45] La película se ha estrenado en diciembre de 2018. El primer tráiler de la película se estrenó en Comic Con Experience en São Paulo, Brasil, el 9 de diciembre de 2017, el mismo día que se estrenó en línea.[46][47] Obtuvo una reacción crítica positiva,[46][48][49] con la revista Matthew Dessem de Slate llamando a la animación "sorprendentemente hermosa", y "absolutamente hermosa, millas por delante de las películas de superhéroes de acción real", aunque estaba menos impresionado con la representación de la cara descubierta de Miles.[50]
- En Spider-Man: No Way Home, hay una mención indirecta sobre Miles Morales por parte del personaje Electro, el cual le comenta al Spider-Man de su universo que esperaba que este último fuera una persona afroamericano, cosa que el Spider-Man de su universo lamenta por desilusionar a Electro, pero después este último le menciona que no se preocupe por eso, ya que en alguna parte del multiverso habrá un Spider-Man afroamericano por ahí.

### Videojuegos
- El traje de Miles Morales es un traje alternativo en el videojuego Spider-Man: Edge of Time.[51]
- Miles Morales es un personaje jugable en Marvel Super Hero Squad Online.[52]
- Ultimate Spider-Man es un personaje jugable en Marvel Avengers Alliance para Facebook.[53]
- Miles Morales es un personaje jugable en Marvel Contest of Champions.[54]
- Miles Morales aparece en el videojuego Spider-Man 2018,[55] con Nadji Jeter repitiendo el papel. Se puede jugar a Miles antes de ser picado por la araña en ciertos puntos del juego, con énfasis en el juego sigiloso. Finalmente, una araña Oscorp experimental lo mordió y se arrastró hasta Mary Jane durante su investigación en el pent-house de Norman para obtener información sobre Devil's Breath, y en una escena posterior a los créditos, revela sus poderes a Peter, quien a su vez revela que es Spider-Man.
- Miles es el protagonista de Spider-Man: Miles Morales, la continuación de Spider-Man, en donde aprende a utilizar sus poderes para luego convertirse en el nuevo Spider-Man.[56][57]
- Miles Morales aparece en el videojuego de Spider-Man: Ultimate Power como un traje alternativo para spidey.
- Miles Morales aparece en el videojuego Spider-Man Unlimited  como un Spiderman alternativo.
- Miles Morales es el compañero de Spider-Man en Spider-Man 2, la continuación de Spider-Man: Miles Morales.[58][59]